# Romansk stil
Romansk stil er betegnelsen for en stil, der var udbredt i højmiddelalderens Europa fra omkring 1000 til ca. 1150. Udtrykket romansk skyldes, at stilen er opkaldt efter romersk byggeskik.[kilde mangler] I Danmark varede den ca. fra 1050 til 1240.[kilde mangler] Romansk stil kaldes også rundbuestil, i modsætning til den gotiske der kaldes spidsbuestil. Generelt siger man, at den romanske stil – ud over de rundbuede murgennembrud – er præget af tunge, vandrette bygningsdele, hvor gotikken er lodret i sit præg.[kilde mangler]
I begyndelsen var de typiske romanske kirker simple langhuse. Med tiden blev formen 3-delt. Den første del, det firkantede, rektangulære langhus, kaldes for skibet, fordi kirken ligesom Noas ark frelser mennesker fra fortabelse.[kilde mangler] Den anden del, der er smallere og lavere, kaldes for koret. Det var her, hvor munkene stod og sang vekselsang. Endelig er der apsis – en endnu smallere og lavere tilbygning. Denne grundform kan så varieres. Basilika kaldes den form, hvor skibet har lavere sideskibe. Til den almindelige form kunne man også føje et tværskib, så grundformen lignede et latinsk kors eller et græsk kors.[kilde mangler]

## Romansk kunst
Meget af den romanske kunst skal forestille kampen mellem det gode og det onde. Et hovedtema er skellet mellem frodig og livgivende natur og kaotisk og destruktiv natur. Motivmæssigt fungerer de to tilstande som et symbolsk billede på det kristne gudsrige overfor ondskaben. Et eksempel er udsmykningen af kirkernes ydermure. Udsmykningen af dem skal ofte afspejle, at de markerer den symbolske overgang mellem de to domæner.
Dyr, ofte slanger og løver, bruges ofte symbolsk, men de er ofte dobbelttydige, og kan repræsentere både det gode og det onde. Betydning afhænger i reglen af positur og placering; fx hvor dyret er placeret i forhold til udsmykningens hovedmotiv og hvorvidt lemmer og haler er løftede eller sænkede, eller om de er fremstillet som tæmmede eller som utæmmede. På den måde kan slanger symboliserede både ondskab og visdom, mens løver kunne være billede på både mod/styrke og vildskab/rov, dvs. både Kristus og djævelen. Kunsthistorikeren Lise Gotfredsen har forklaret dette med, at begge symboler tilsyneladende kan rumme begge poler i sig på samme tid. Hun mener, at denne forestilling er udtryk for en dynamisk tænkning og en cirkulær verdensopfattelse, hvor liv og død, vækst og ødelæggelsen hænger sammen. Gotfredsen tolker på den baggrund løven som et ’’genfødselsdyr’’, hvilket ifølge hende kan forklare hvorfor mange døbefonte blev udsmykket med løver. Hun henviser også til, at dåben blev opfattet som en rituel død (drukning) og efterfølgende genfødsel til gudsriget.
Cirkelmønstre er også et fremtrædende element i romansk kunst. Cirklen blev i middelalderen opfattet som udtryk for guddommelig orden. Dyr der danner cirkler ved at bide sig selv i halen har på den måde guddommelig betydning og et kraftfuldt tegn på uovervindelighed. Det kan fx være en slange, der bider sig selv i halen. Livstræet er et andet vigtigt symbol igennem hele middelalderen, det er repræsenteret vha. planteornamenter.

## Romansk stil i Danmark
De fremmeste eksempler på romansk stil i Danmark er landsbykirkerne. Dem findes der i dag omkring 1650 af. Hovedparten er opført i basilikaform, mens en mindre del er rundkirker.[kilde mangler]
Den romanske stil bliver udbredt i Danmark i slutningen af 11. århundrede. De ældste stenkirker og første romanske kalkmalerier stammer formentlig fra 1080'erne, og herefter bliver den romanske stil hurtigt den dominerende stilart indenfor kunst og arkitektur. Det betød dog ikke at den traditionelle nordiske stil forsvandt fuldstændigt med det samme. Der blev fortsat fremstillet ornamenter i den gamle stil, og i perioden indtil omkring 1150 eksisterede der en blandingsstil af den romanske og den nordiske Urnesstil. Baggrunden for sammenblandingen er måske at kirkekunsten i Danmark i den tidlige højmiddelalder blev lavet under opsyn af udenlandske håndværksmestre, der havde lokale elever i deres værksted. De kan så have tilføjet traditionelle former til værkerne.
Indtil ca. år 1100 er en tydelig engelsk indflydelse på dansk kunst og arkitektur, men herefter forsvinder den gradvist, for i stedet at blive afløst af tysk og lombardisk indflydelse. Gotfredsen mener, at dette skifte øjensynligt er et resultat af det katedralbyggeri, der fulgte oprettelsen af det nordiske ærkebispesæde i Lund i 1103. I den forbindelse blev håndværksmestre fra netop de områder hentet til Danmark, for at bistå til opførelsen af domkirken i Lund. Efter 1150 bliver den franske indflydelse dominerende, da den tidlige gotik udbredes derfra. Omkring år 1100 bærer kunsten i hele Vesteuropa præg af at være international. Inspiration og stilarter blandes fra mange steder. Fx har akantus-illumineringer i ottonsk bogkunst store ligheder med nordisk Urnesstil.
Gotfredsen mener, at sammenblandingen af romansk og Urnesstil blev brugt bevidst til at fremstille skellet mellem det gode og onde. Da de kaotisk sammenfiltrede mønstre, der kendetegner Urnesstilen, kan bruges til at danne en kontrast til den romanske stils mere rene linjer og geometriske orden. Et eksempel er alteret fra Lisbjerg Kirke, der nu er på Nationalmuseet. Det er både udsmykket med elementer fra Urnesstil og romansk stil. Hun mener, at kontrasten mellem de to stilarter skal illustrere den teologiske idé om menneskelivet som en åndelig rejse mod det guddommelige. På altret vises vha. en rejse fra den gamle kaotiske stil til den nye rene.
Løver var meget almindelig i dansk romansk kunst.